# Lista siturilor arheologice din județul Caraș-Severin - O
Lista siturilor arheologice din județul Caraș-Severin - O conține toate siturile arheologice din județul Caraș-Severin înscrise în Repertoriul Arheologic Național (RAN) și aflate în localități al căror nume începe cu litera O. RAN este administrat de Ministerul Culturii și Patrimoniului Național și cuprinde date științifice, cartografice, topografice, imagini și planuri, precum și orice alte informații privitoare la zonele cu potențial arheologic, studiate sau nu, încă existente sau dispărute.
Puteți căuta un sit din localitățile care încep cu litera O folosind formularul de mai jos sau puteți naviga prin toate siturile din județ la Lista siturilor arheologice din județul Caraș-Severin.
| Cod RAN                                | Denumire | Localitate                            | Adresă             | Datare                | Descoperit | Coordonate | Imagine           | Erori            |
| -------------------------------------- | --- | ------------------------------------- | ------------------ | --------------------- | ---------- | ---------- | ----------------- | ---------------- |
| 53381.01.01                            | Situl arheologic medieval de la Obreja - "Sat Bătrân" / ansamblu anonim (Categorie: locuire) (Tip: Necropolă)                     | sat Obreja, comuna Obreja             | Sat Bătrân         | sec. XV               |            |            | Încărcați imagine | Raportați eroare |
| 53381.01.01                            | Situl arheologic medieval de la Obreja - "Sat Bătrân" / complex M. 14 (Categorie: locuire) (Tip: mormânt)                         | sat Obreja, comuna Obreja             | Sat Bătrân         |                       |            |            | Încărcați imagine | Raportați eroare |
| 53381.01.01                            | Situl arheologic medieval de la Obreja - "Sat Bătrân" / complex M. 16 (Categorie: locuire) (Tip: mormânt)                         | sat Obreja, comuna Obreja             | Sat Bătrân         |                       |            |            | Încărcați imagine | Raportați eroare |
| 53381.01.01                            | Situl arheologic medieval de la Obreja - "Sat Bătrân" / complex M. 19 (Categorie: locuire) (Tip: mormânt)                         | sat Obreja, comuna Obreja             | Sat Bătrân         |                       |            |            | Încărcați imagine | Raportați eroare |
| 53381.01.01                            | Situl arheologic medieval de la Obreja - "Sat Bătrân" / complex M. 20 (Categorie: locuire) (Tip: mormânt)                         | sat Obreja, comuna Obreja             | Sat Bătrân         |                       |            |            | Încărcați imagine | Raportați eroare |
| 53381.01.01                            | Situl arheologic medieval de la Obreja - "Sat Bătrân" / complex M. 21 (Categorie: locuire) (Tip: mormânt)                         | sat Obreja, comuna Obreja             | Sat Bătrân         |                       |            |            | Încărcați imagine | Raportați eroare |
| 53381.01.01                            | Situl arheologic medieval de la Obreja - "Sat Bătrân" / complex M. 26 (Categorie: locuire) (Tip: mormânt)                         | sat Obreja, comuna Obreja             | Sat Bătrân         |                       |            |            | Încărcați imagine | Raportați eroare |
| 53381.01.01                            | Situl arheologic medieval de la Obreja - "Sat Bătrân" / complex M. 27 (Categorie: locuire) (Tip: mormânt)                         | sat Obreja, comuna Obreja             | Sat Bătrân         |                       |            |            | Încărcați imagine | Raportați eroare |
| 53381.01.01                            | Situl arheologic medieval de la Obreja - "Sat Bătrân" / complex M. 28 (Categorie: locuire) (Tip: mormânt)                         | sat Obreja, comuna Obreja             | Sat Bătrân         |                       |            |            | Încărcați imagine | Raportați eroare |
| 53381.01.01                            | Situl arheologic medieval de la Obreja - "Sat Bătrân" / complex M. 30 (Categorie: locuire) (Tip: mormânt)                         | sat Obreja, comuna Obreja             | Sat Bătrân         |                       |            |            | Încărcați imagine | Raportați eroare |
| 53381.01.02                            | Situl arheologic medieval de la Obreja - "Sat Bătrân" / ansamblu anonim (Categorie: locuire) (Tip: Biserică)                      | sat Obreja, comuna Obreja             | Sat Bătrân         | sec. XIV-XV           |            |            | Încărcați imagine | Raportați eroare |
| 53381.02.01 (Cod LMI: CS-II-m-B-11132) | Biserica "Sf. Apostoli" de la Obreja / ansamblu Biserica "Sf. Apostoli" (Categorie: structură de cult/religioasă) (Tip: Biserică) | sat Obreja, comuna Obreja             |                    | 1780; modificări 1832 |            |            | Încărcați imagine | Raportați eroare |
| 53381.03.01                            | Așezarea din epoca bronzului de la Obreja / ansamblu anonim (Categorie: locuire) (Tip: Așezare)                                   | sat Obreja, comuna Obreja             |                    |                       |            |            | Încărcați imagine | Raportați eroare |
| 50996.01                               | Depozitul de bronzuri de la Ocna de Fier - Iuliana / ansamblu anonim (Categorie: depozit/tezaur)                                  | sat Ocna de Fier, comuna Ocna de Fier | Iuliana            |                       | 1890       |            | Încărcați imagine | Raportați eroare |
| 50996.02.01                            | Așezarea daco-romană de la Ocna de Fier / ansamblu anonim (Categorie: locuire) (Tip: Așezare)                                     | sat Ocna de Fier, comuna Ocna de Fier |                    | sec. III-IV           |            |            | Încărcați imagine | Raportați eroare |
| 50996.02.02                            | Așezarea daco-romană de la Ocna de Fier / ansamblu anonim (Categorie: locuire) (Tip: Exploatare minieră)                          | sat Ocna de Fier, comuna Ocna de Fier |                    |                       |            |            | Încărcați imagine | Raportați eroare |
| 52080.01.01                            | Așezarea Vinca de la Ohaba-Mâtnic- Dealul Vacii / ansamblu anonim (Categorie: locuire) (Tip: Așezare)                             | sat Ohaba-Mâtnic, comuna Copăcele     | Dealul Vacii       | Vinča - B1            |            |            | Încărcați imagine | Raportați eroare |
| 51127.19.01                            | Situl arheologic de la Oravița- Serele din Oravița / ansamblu anonim (Categorie: locuire) (Tip: Așezare)                          | oraș Oravița                          | Serele din Oravița |                       |            |            | Încărcați imagine | Raportați eroare |
| 51127.19.02                            | Situl arheologic de la Oravița- Serele din Oravița / ansamblu anonim (Categorie: locuire) (Tip: Așezare)                          | oraș Oravița                          | Serele din Oravița | sec. VIII-IX          |            |            | Încărcați imagine | Raportați eroare |
| 53381.04.01                            | Movila de epocă necunoscută de la Obreja / ansamblu anonim (Categorie: descoperire funerară) (Tip: Movilă)                        | sat Obreja, comuna Obreja             |                    |                       |            |            | Încărcați imagine | Raportați eroare |
| 51127.20.01                            | Movilele de epocă necunoscută de la Oravița / ansamblu anonim (Categorie: descoperire funerară) (Tip: movile)                     | oraș Oravița                          |                    |                       |            |            | Încărcați imagine | Raportați eroare |
| 51127.21.01                            | Spălătoria antică de la Oravița / ansamblu anonim (Categorie: locuire) (Tip: spălătorie)                                          | oraș Oravița                          |                    |                       |            |            | Încărcați imagine | Raportați eroare |
| 51216.01.01                            | Situl arheologic de la Oțelu Roșu / ansamblu anonim (Categorie: exploatare/carieră) (Tip: Mină)                                   | oraș Oțelu Roșu                       |                    |                       |            |            | Încărcați imagine | Raportați eroare |
| 51216.01.02                            | Situl arheologic de la Oțelu Roșu / ansamblu anonim (Categorie: exploatare/carieră) (Tip: Mină)                                   | oraș Oțelu Roșu                       |                    |                       |            |            | Încărcați imagine | Raportați eroare |